# Badr (Arabia Saudyjska)
Badr (Badr Hunajn, arab. بدر حنین) – miasto w Arabii Saudyjskiej, w prowincji Medyna, na zachodzie kraju. Lokalizacja: 23°46′48″N 38°47′26″E, w odległości 130 km od Medyny. Miejsce bitwy w 624 roku.